# Phegopteris keraudreniana
Phegopteris keraudreniana là một loài dương xỉ trong họ Thelypteridaceae. Loài này được Mann mô tả khoa học đầu tiên năm 1868.